# Raúl Gañán Bermúdez
Raúl Gañán és un futbolista basc, nascut a Bilbao el 20 de desembre de 1974. Ocupa la posició de defensa.
Format al planter de l'Athletic Club, no va arribar a debutar amb el primer equip en Lliga. És fitxat pel Deportivo Alavés, que el cedeix primer al CD Badajoz, amb qui debuta a la Segona Divisió. Seria repescat al mercat d'hivern pels vitorians, amb qui debuta a la màxima categoria, però, serà suplent en les dues campanyes i mitja a Primera. Només hi jugarà 18 partits amb l'Alavés entre 1999 i 2001.
L'estiu del 2001 fitxa per la UD Salamanca, on es fa un lloc titular, tant a Segona com a Segona B, superant els 250 partits amb els castellans.